# Reginald Kell
Reginald Clifford Kell (ur. 8 czerwca 1906 w Yorku, zm. 5 sierpnia 1981 w Frankfort w stanie Kentucky) – brytyjski klarnecista.

## Życiorys
Jako dziecko uczył się początkowo gry na skrzypcach, później jednak zwrócił swoje zainteresowania w stronę klarnetu. W młodości pracował w kinach jako akompaniator do filmów niemych. W latach 1929–1932 studiował w Royal Academy of Music w Londynie, gdzie jego nauczycielem był Haydn Draper. Przez wiele lat występował jako pierwszy klarnecista z wieloma orkiestrami, m.in. Royal Philharmonic Orchestra (1931–1932), London Philharmonic Orchestra (1932–1936), London Symphony Orchestra (1936–1939), Liverpool Philharmonic Orchestra (1942–1945) i Philharmonia Orchestra (1945–1948). W latach 1935–1939 i 1958–1959 wykładał w Royal Academy of Music. W 1938 roku był członkiem jury na międzynarodowym konkursie instrumentów dętych drewnianych w Wiedniu. W 1948 roku osiadł w Stanach Zjednoczonych. Od 1951 do 1957 roku wykładał w szkole muzycznej w Aspen w stanie Kolorado. W latach 1959–1966 był kierownikiem działu instrumentów orkiestrowych w wydawnictwie Boosey & Hawkes. Występował jako solista m.in. z Fine Arts Quartet.